# 安眉
安眉（1815年—1874年12月），又譯安梅，柬埔寨第97代君主，1835年至1841年在位。她是一位女王，为安赞二世次女。越南史料中稱她為玉雲（Ngọc Vân)。
安眉是安赞二世與第二個妻子Anak Munang Krachap所生。1834年，安赞逝世，當時柬埔寨尚未確定王位繼承人，安赞二世死后无子，僅有四個女兒安本（Ang Baen，玉卞／Ngoc Biện）、安眉、安斯農（Ang Snguon，玉原／Ngoc Nguyên）、安博（Ang Peou，玉秋／Ngọc Thu）。這使越南人和暹羅人都甚為喜悅，越南和暹羅（泰國）都希望廢除柬埔寨的的王室統治者。雖然安赞二世尚有兩個弟弟安恩和安东在世，二人都宣稱擁有王位，但越南人控制了柬埔寨，不准他們回國。
最初，越南阮朝的明命帝以及柬埔寨朝廷都希望立安赞的長女安本為統治者。但由於安本對暹羅抱有好感，且拒絕和越南皇帝的兒子結婚，因此被排除在繼承人選之外。安眉作為備用人選，最終被選定為柬埔寨的新任統治者。泰國文獻指出，越南人試圖勸說安眉嫁給嘉隆帝的一個兒子，借此促使柬埔寨被併入越南。但此計劃遭到柬埔寨貴族的強烈抵制而被廢棄。
1835年，安眉繼位為女王，被越南冊封為高綿郡主，比其父獲得冊封的爵位「高綿國王」要低得多。越南朝廷之前頒賜的「高綿國王」印信由三名高棉族官员茶龍（Chakrey Long，越南语：Trà Long）、壬于（Yumreach Hu，越南语：Nhâm Vu）、羅堅（越南语：La Kiên）掌管，政務都歸越南人張明講、黎大綱代為處理。安眉自始至終都只是個傀儡，越南人派一百名士兵保護其個人安全，實際上是對她進行監視。她的三個姐妹都獲封「縣主」头衔，每個人受到三十名士兵的保護，實則監視她們，防止她們逃跑。
安眉在位期間，所有柬埔寨人被迫改穿越服，梳越南人的髮式。市場上只能販賣越南式的食物，柬埔寨官員穿越南的官服。為消滅高棉人的民族意識，越南人下令將上座部佛教寺院拆毀，各地都改為越南式的名稱。
1840年，安眉的姐姐安本被發現與居住在暹羅的母親和舅舅通信，計劃逃往暹羅控制下的馬德望。安本隨即被越南人逮捕，酷刑折磨而死，屍體被投入湄公河中。安眉的一些親屬受到牽連，被流放到崑崙島。此次事件使得明命帝決定徹底吞併柬埔寨，將其「改土歸流」。同年，越南吞併柬埔寨，將其改為越南的鎮西城，全境分為10府23縣，派遣黎文德為欽差大臣、尹蘊為副大臣，前往柬埔寨丈量土地、制定稅收並檢察過往的商船。安眉及其兩個妹妹被送往嘉定（今胡志明市）居住。安本的死亡極大地刺激了安眉，後來，她得了癔病，舉止失常。
安本之死以及安眉被廢激起了柬埔寨人的憤怒，許多柬埔寨貴族及其支持者起兵反抗越南人的統治。暹羅抓住了這個機會，派兵進入柬埔寨，希望將安赞二世的弟弟安东推上王位。暹羅與越南在柬埔寨爆發戰爭。駐守柬埔寨的越南官員請求讓安眉歸國，但被明命帝拒絕了。直到越南人對暹羅人發起反攻、並確定能夠獲勝時，明命帝才讓安眉回到金邊。此時安东佔據了烏棟並自稱國王，為了取得柬埔寨人的支持，鎮西城官員請求讓安眉回到柬埔寨。1844年，安眉與妹妹安博、安斯农回到金邊，同時獲釋的還有她的叔叔安恩。
1845年，越南與暹羅在柬埔寨戰場上陷入僵持狀態，而越南人的統治又不得人心，新繼任的越南紹治帝便決定同暹羅人進行談判，透過和平方式解決柬埔寨問題。1846年，越南釋放了安东的女兒以及其他親屬回烏棟。越南與暹羅達成協議，以安东為柬埔寨國王、安眉為其共治者。隨後，雙方都自柬埔寨撤軍。然而，根據泰國和柬埔寨的文獻記載，安东於1848年正式即位，安眉僅被指定為王位繼承人而非共治者。
在接下來的二十年裡，安眉被柬埔寨人視為恥辱，很多柬埔寨史料都不提及她此後的事蹟。安东死後，她也未能繼承王位，而是由安东的兒子諾羅敦繼位。諾羅敦將首都從烏棟搬遷到了金邊，把她留在了烏棟。對此，安眉甚為憤憤不平。她利用女王的權力同商人們做生意。此後，她嫁給了一個身份不明的人，生下了兩個女兒。直到1874年，安眉仍然活著，法國人讓·穆拉（Jean Moura）描述稱她「很老，而且瘋癲」，永遠居住於「舊首都最遠的角落」，「長期遠離權力和世界」，雖然仍有許多女性在宮廷中服侍她。
1874年12月底，她與丈夫死於一次事故。但直到1884年，才在金邊為她遺體舉行火化儀式。